# 力瀛書院
力瀛書院是香港歷史上最早記載的書院，位於新界錦田雞公嶺（舊稱桂角山），1075年（熙寧八年）由北宋進士鄧符協所建，約與涵暉書院同期建造。
書院除有正式學舍外，還有書樓、客館、學田等。據清嘉慶王崇熙著《新安縣誌·山水略》載：「桂角山在縣東南四十里，多產桂，兩山競秀如角，一名龍潭山，宋鄧符築力瀛書院講學於其下，今基址尚存」。據香港歷史學者王齊樂指出：「由於鄧符的努力興學，致使當時錦田的文化大盛，成為地方上文化和教育的中心。」自力瀛書院後，新界各大小鄉村紛紛設立大大小小的書院、館、塾書室等學舍，令當地文風大盛。
力瀛書院的準確遺址已不可考，1990年有報章專欄指力瀛書院的位置在當年改建成逢吉鄉「全興士多」，而桂角山相傳多產桂樹，雙峰如角而得名。相傳山上有一塊「鰲魚石」，不少學生愛到這塊石附近遊玩，取其「獨佔鰲頭」之意。傳說鄧符協在錦田創立力瀛書院，在旁邊修建「圭角泉」，後來力瀛書院和圭角泉都先後失修及倒塌，後人不知這兩建築物在何方，後來在錦田發現「圭角泉」石碑。